# Герб Лунн (Норвегия)
Герб Лунн (норв. Lund) — опознавательно-правовой знак коммуны Лунн, губернии Ругаланн в Норвегии, составленный и употребляемый в соответствии с геральдическими (гербоведческими) правилами, и являющийся официальным символом муниципального образования и символизирующий его достоинство и административное значение.
Герб Лунн был утверждён в 14 декабря 1984 года.

## Описание
На треугольном геральдическом щите помещены три сросшихся золотых жёлудя на зелёном поле, которые символизируют множество дубов, растущих в этом муниципалитете, а также большое количество топонимов и названий хозяйств, которые начинаются со слова Eik (дуб), такие как Eik, Eike и Eikeland.